# Topraisar, Constanța
Topraisar este satul de reședință al comunei cu același nume din județul Constanța, Dobrogea, România.
Se află în Podișul Dobrogei de Sud, la o altitudine de 61 m deasupra nivelului mării. Populația este de 3.475 locuitori, determinată în 1 decembrie 2021, prin recensământ, chestionar, Recesământul Populației și Locuințelor 2021.

## Etimologie
Numele localității provine de la Topraysar din limba tătară care a rezultat prin rotunjirea fonetică a lui Top Rayis Hisar înseamnând Fortul Conducătorului/Conducătoarei Uniunii. 
Top Rayis se traduce în limba română prin Conducătorul ales al Uniunii sau Președintele Uniunii și pare a o desemna pe regina Tomiris sugerând totodată originea cuvintelor Dobrogea și Tomis.
Unele persoane cred că Topraysar ar fi derivatul lui Toprak Hisar înseamnând Fortul de Pământ.

## Viața culturală și religioasă
În 1902, cele 176 de familii cu 796 de suflete despre care Lahovari afirmă că ar fi fost în majoritate turci și bulgari beneficiau de  două geamii cu doi hogi, o biserică ortodoxă și o casă de rugăciuni protestantă.
Actuala geamie din Topraisar a fost construită în anul 1910.